# Evann Guessand
Evann Ludovic Vidjannagni Guessand (* 1. července 2001) je profesionální fotbalista z Pobřeží slonoviny, který hraje na pozici útočníka za francouzský klub OGC Nice. Narodil se ve Francii, ale hraje za národní tým Pobřeží slonoviny.

## Klubová kariéra

### Nice
Guessand si odbyl svůj profesionální debut za Nice při výhře 2:0 v Coupe de France nad Fréjus Saint-Raphaël dne 5. ledna 2020.

### Nantes
Dne 12. července 2022 odešel Guessand na roční hostování do klubu Nantes v Ligue 1. Svůj první gól za klub vstřelil při vítězství 3:1 v lize nad Toulouse 28. srpna. Dne 8. září, při svém debutu v Evropské lize UEFA, vstřelil Guessand vítězný gól v závěrečných minutách při domácím vítězství 2:1 nad Olympiakosem Pireus.

## Reprezentační kariéra
Guessand se narodil ve Francii a má občanství Francie a Pobřeží slonoviny. Je mládežnickým reprezentantem Francie.
V prosinci 2023 byl Guessand povolán na Africký pohár národů 2023.
Guessand si odbyl svůj debut za národní tým Pobřeží slonoviny 11. června 2024 v kvalifikaci na Mistrovství světa ve fotbale 2026 proti Keni na Bingu National Stadium v Lilongwe v Malawi. V 61. minutě vystřídal Emmanuela Latte Latha při bezgólové remíze.

## Osobní život
Guessand je bratr Axela Guessanda, který je také profesionálním fotbalistou.

## Statistiky

### Klubové
Platí k zápasu hranému 25. dubna 2025.
| Klub                       | Sezóna            | Liga                   | Liga   | Liga | Národní pohár | Národní pohár | Kontinentální | Kontinentální | Ostatní | Ostatní | Celkově | Celkově |
| Klub                       | Sezóna            | Soutěž                 | Zápasy | Góly | Zápasy        | Góly          | Zápasy        | Góly          | Zápasy  | Góly    | Zápasy  | Góly    |
| -------------------------- | ----------------- | ---------------------- | ------ | ---- | ------------- | ------------- | ------------- | ------------- | ------- | ------- | ------- | ------- |
| Nice B                     | 2018/19           | Championnat National 2 | 7      | 1    | —             | —             | —             | —             | —       | —       | 7       | 1       |
| Nice B                     | 2019/20           | Championnat National 3 | 17     | 8    | —             | —             | —             | —             | —       | —       | 17      | 8       |
| Nice B                     | 2020/21           | Championnat National 3 | 1      | 0    | —             | —             | —             | —             | —       | —       | 1       | 0       |
| Nice B                     | Celkově           | Celkově                | 25     | 9    | —             | —             | —             | —             | —       | —       | 25      | 9       |
| Nice                       | 2019/20           | Ligue 1                | 3      | 0    | 1             | 0             | —             | —             | —       | —       | 4       | 0       |
| Nice                       | 2021/22           | Ligue 1                | 20     | 1    | 5             | 0             | —             | —             | —       | —       | 25      | 1       |
| Nice                       | 2023/24           | Ligue 1                | 34     | 6    | 4             | 1             | —             | —             | —       | —       | 38      | 7       |
| Nice                       | 2024/25           | Ligue 1                | 31     | 11   | 2             | 0             | 7             | 1             | —       | —       | 40      | 12      |
| Nice                       | Celkově           | Celkově                | 88     | 18   | 12            | 1             | 7             | 1             | —       | —       | 107     | 20      |
| Lausanne-Sport (hostování) | 2020/21           | Švýcarská Super League | 34     | 7    | 1             | 0             | —             | —             | —       | —       | 35      | 7       |
| Nantes (hostování)         | 2022/23           | Ligue 1                | 30     | 3    | 5             | 1             | 9             | 2             | 1       | 0       | 45      | 6       |
| Celkově v kariéře          | Celkově v kariéře | Celkově v kariéře      | 177    | 37   | 18            | 2             | 16            | 3             | 1       | 0       | 212     | 42      |

### Reprezentační
Platí k zápasu hranému 24. března 2025.
| Národní tým       | Rok     | Zápasy | Góly |
| ----------------- | ------- | ------ | ---- |
| Pobřeží slonoviny | 2024    | 6      | 0    |
| Pobřeží slonoviny | 2025    | 2      | 1    |
| Celkově           | Celkově | 8      | 1    |

#### Reprezentační góly
Skóre a výsledky Pobřeží slonoviny jsou vždy zapsány jako první. Góly Evanna Guessanda jsou zvýrazněny.
| Gól | Datum           | Místo                           | Soupeř  | Skóre | Výsledek | Soutěž                                           |
| --- | --------------- | ------------------------------- | ------- | ----- | -------- | ------------------------------------------------ |
| 1.  | 21. března 2025 | Honneur Stadium, Meknes, Maroko | Burundi | 1:0   | 1:0      | Kvalifikace na Mistrovství světa ve fotbale 2026 |

## Úspěchy
Nice
- Poražený finalista Coupe de France: 2021/22